# Remirema bracteata
Remirema bracteata är en vindeväxtart som beskrevs av Kerr. Remirema bracteata ingår i släktet Remirema och familjen vindeväxter. Inga underarter finns listade i Catalogue of Life.